# فيكتور بوستامينت
فيكتور بوستامينت (بالإسبانية: Victor Bustamante)‏ هو متزلج فني إسباني، ولد في 22 أغسطس 1994 في برشلونة في إسبانيا.

## وصلات خارجية
- فيكتور بوستامينت على موقع الاتحاد الدولي للتزلج (الإنجليزية)